# Empel-Oost
Empel-Oost is een wijk in het oosten van het stadsdeel Empel. De wijk is nog een relatief jonge wijk van de gemeente 's-Hertogenbosch, in de Nederlandse provincie Noord-Brabant. De wijk is in 2006 ontstaan.